# Uredo torulini
Uredo torulini é uma espécie de fungo. pertence ao grupo Basidiomycota e foi descrito pela primeira vez por Paul Christoph Hennings em 1905.  Uredo torulini pertence à ordem Uredo, ordem Pucciniales, ordem Pucciniomycetes, ordem Basidiomycota e cogumelo do reino.